# Ancienne école de commerce de Tampere
L'ancienne école de commerce de Tampere (finnois : Tampereen vanha kauppaoppilaitos) est un bâtiment de Kyttälä à Tampere en Finlande.

## Présentation
L'ancienne école de commerce de Tampere est un bâtiment conçu par Wivi Lönn pour l'école de commerce de Tampere. 
Le bâtiment est utilisé par de l'école de commerce jusqu'en 1965, puis par deux autres écoles.
Au XXIe siècle, la ville de Tampere le transforme un bâtiment polyvalent. 

## Architecture
L'ancien bâtiment de l'école de commerce est de forme rectangulaire et possède un escalier semi-cylindrique sur sa façade ouest. 
Sur le plan architectural, le bâtiment représente l'architecture en briques rouges des années 1910, montrant le passage de l'Art nouveau au classicisme nordique.
Wivi Lönn a probablement été influencée par ses deux voyages au Danemark, où l'architecture traditionnelle en brique était appréciée,.
La façade la plus spectaculaire est celle du côté sud, avec un mur de briques s'élevant au-dessus d'une base en granit.
Le bâtiment a depuis été surélevé. 
Dans les plans de Wivi Lönn, le toit en mansarde comprend une extrémité voûtée, dont la forme est également répétée par les décorations des fenêtres du deuxième étage.
Par la suite, lorsque les étages ont été ajoutés, le toit a été aplati.
En conclusion, le bâtiment représente l'architecture en brique rouge des années 1910, mais son aspect d'origine a été modifié selon les plans de Bertel Strömmer entre 1950 et 1951.

## Galerie

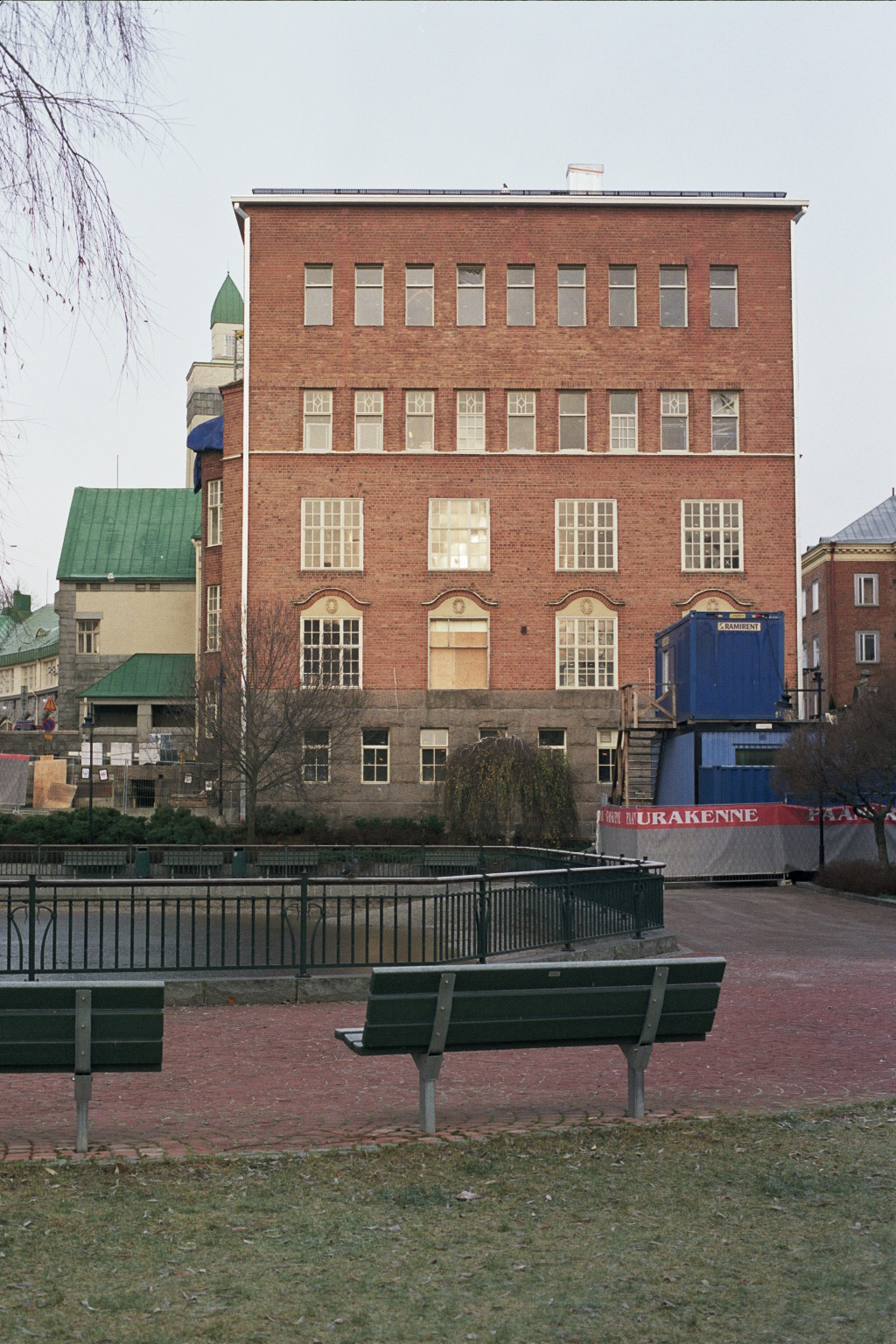